# طرخشقون أطلسي
طرخشقون أطلسي (باللاتينية: Taraxacum atlanticum) هو نوع نباتي يتبع جنس الطرخشقون من القبيلة الشيكورية.

## الموئل والانتشار
موطنه المغرب العربي.